# Pénitentiel de Théodore

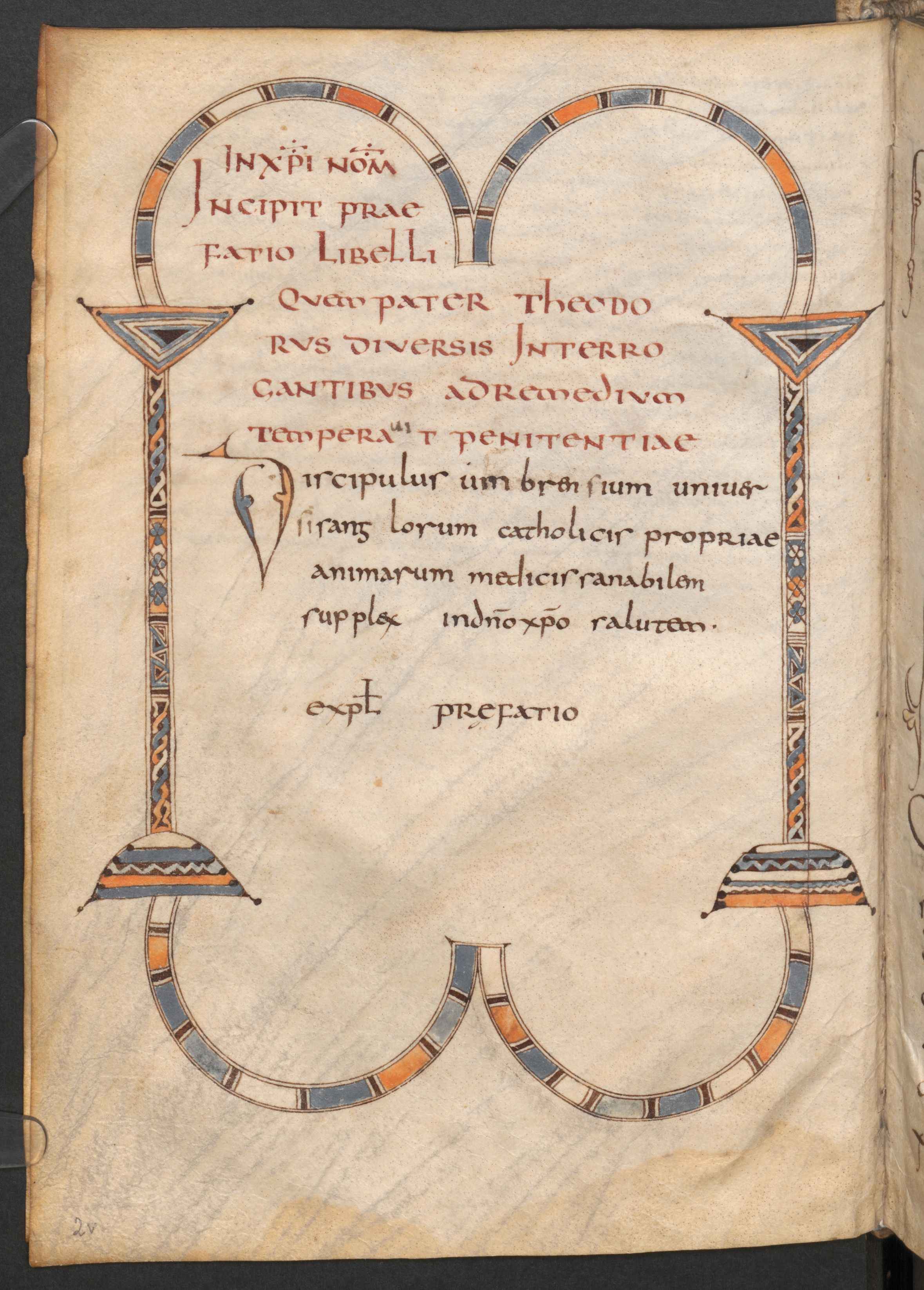
Le début du pénitentiel de Théodore dans le « manuscrit de Vienne » (Lat. 2195, bibliothèque nationale autrichienne).

Le pénitentiel de Théodore ou Paenitentiale Theodori, également appelé Iudicia Theodori ou Canones Theodori, est un pénitentiel du haut Moyen Âge.
Il se présente comme un recueil de jugements prononcés par Théodore de Tarse, archevêque de Cantorbéry de 668 à 690, en réponse à des questions posées par un disciple nommé Eoda. Ces réponses auraient été dans un second temps compilées et organisées en deux livres (le premier consacré à la pénitence privée, le second au droit canonique) par un « disciple northumbrien » (discipulus Umbrensium) anonyme. Elles témoignent à la fois d'influences celtiques (via le pénitentiel de Cumméan (en)) et grecques (Basile de Césarée y est cité à plusieurs reprises).
L'histoire textuelle du pénitentiel est complexe, avec de nombreux manuscrits reprenant tout ou partie des jugements de Théodore.